# Le Monde connu
Le Monde connu (The Known World) est un roman historique de Edward P. Jones paru en 2003. 
Situé en Virginie à l'époque d'avant-guerre, il examine les questions concernant la propriété des esclaves noirs par les Américains blancs et noirs.

## Résumé
Dans son récit, Edward P. Jones aborde les questions raciales en débutant le récit avec le décès du maître Henry Townsend, ancien esclave noir devenu propriétaire de 33 esclaves en Virginie. L'ouvrage a suscité un accueil enthousiasme de la part de la critique littéraire américaine, suivi de nombreux prix littéraires, dont le prix Pulitzer de fiction en 2004,.
Il est publié en France en 2005.

## Prix littéraires
- 2004 : prix National Book Critics Circle et prix Pulitzer de fiction.[réf. nécessaire]
- 2005 : prix littéraire international de Dublin, l'un des prix littéraires les plus riches pour un roman en langue anglaise[réf. nécessaire]. Il a été finaliste pour le National Book Award en 2003.[réf. nécessaire]
- 2009 : un panel de lecteurs classe comme le deuxième meilleur roman depuis 2000[4].